# Urgleptes multinotatus
Urgleptes multinotatus là một loài bọ cánh cứng trong họ Cerambycidae.